# Бейлисс, Уильям Мэддок
Уильям Мэддок Бейлисс (англ. William Maddock Bayliss; 2 мая 1860, Вулвергемптон — 27 августа 1924, Лондон) — британский физиолог.

## Биография
Уильям Мэддок Бейлисс родился 2 мая 1860 года в Вулвергемптоне. Получил образование в Уодхэм-колледже и Университетском колледже Лондона.

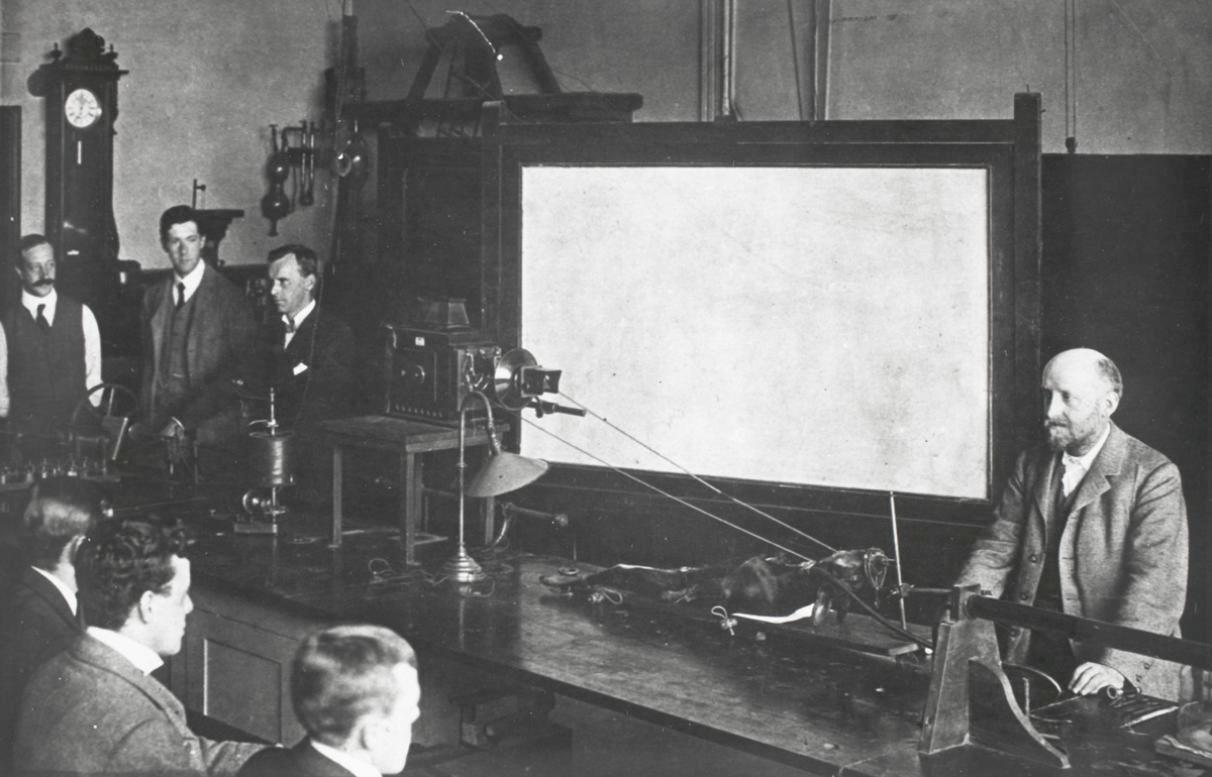
Уильям Мэддок Бейлисс

С 1888 года работал в Лондонском университете (с 1912 профессор).
В 1902 году совместно с Эрнестом Старлингом открыл секретин. 
С 1904 года изучал физико-химические основы действия ферментов, явления адсорбции; показал роль коллоидального состояния веществ в физиологических процессах. 
В 1911 году учёный был награждён Королевской медалью Лондонского королевского общества, а в 1919 году отмечен Медалью Копли.
Автор капитального труда «Основы общей физиологии» (1915), в русском переводе — «Введение в общую физиологию» (1927).
Уильям Мэддок Бейлисс умер 27 августа 1924 года в городе Лондоне.